# Alexander Iwanowitsch Lasutkin
Alexander Iwanowitsch Lasutkin (russisch Александр Иванович Лазуткин; * 30. Oktober 1957 in Moskau, Russische SFSR, Sowjetunion) ist ein ehemaliger russischer Kosmonaut. 

## Karriere als Ingenieur
Von 1965 bis 1971 besuchte Lasutkin die Schule Nr. 347 im Moskauer Distrikt Perwomaiski, danach wechselte er an ein Sportinternat, das er 1975 abschloss.
Lasutkin studierte von 1975 bis 1981 Maschinenbau am Moskauer Staatlichen Luftfahrtinstitut.
Ab April 1981 arbeitete er dort als Ingenieur und wechselte am 14. November 1984 zu NPO Energija.

## Karriere als Kosmonaut

### Anfänge
Im Jahr 1989 bewarb sich Lasutkin als Kosmonaut und wurde am 3. März 1992 angenommen. Zusammen mit den anderen Ingenieuren Sergej Trestschow und Pawel Winogradow bildete er die 10. Energija-Kosmonautengruppe, die erste nach dem Zerfall der Sowjetunion. Er nahm das Training im Juri-Gagarin-Kosmonautentrainingszentrum im Oktober 1992 auf und schloss es am 25. Februar 1994 ab.

### Ausbildung zum Flugingenieur
Am 1. April 1994 wurde Lasutkin als Ersatz-Bordingenieur der Mir-Expedition EO-21 nominiert und dabei dem Kommandanten Wassili Ziblijew zugewiesen, der kurz zuvor mit Sojus TM-17 von einem sechsmonatigen Aufenthalt auf der Raumstation Mir zurückgekehrt war. Die beiden kamen nicht zum Einsatz und wurden nach dem erfolgreichen Start von Sojus TM-23 im Februar 1996 als Hauptmannschaft der Mir-Expedition EO-23 nominiert. Im April 1996 stieß der deutsche ESA-Astronaut Reinhold Ewald zur Mannschaft.

### Aufenthalt auf der Mir
Ziblijew, Lasutkin und Ewald starteten mit Sojus TM-25 am 10. Februar 1997 zur Mir, die zu dieser Zeit mit Waleri Korsun, Alexander Kaleri und dem NASA-Astronauten Jerry Linenger bemannt war.
Noch während der Überlappungszeit der beiden Expeditionen brach am 23. Februar 1997 an Bord der Mir in einer defekten Luftreinigungsanlage ein Feuer aus, das jedoch gelöscht werden konnte. Am 2. März verließen Korsun und Kaleri mit Ewald die Raumstation und kehrten mit Sojus TM-24 zur Erde zurück.
Im Laufe der Mission traten weitere Pannen auf. Ein folgenschwerer Unfall ereignete sich am 25. Juni 1997 beim Test des Annäherungssystems TORU. Der unbemannte Frachter Progress M-34 rammte das Raumstationsmodul Spektr, was zu einem Druckabfall in der ganzen Raumstation führte. Ziblijew, Lasutkin und Foale brachten sich nicht in ihrem Sojus-Raumschiff in Sicherheit, sondern riegelten das Modul hermetisch ab, wobei sie einige Leitungen durchtrennen mussten. Da die Solarzellen des Spektr-Moduls einen Großteil der elektrischen Energie für die Mir lieferte, waren im Anschluss nicht mehr alle Systeme der Raumstation betriebsbereit.
Jahre später gab Lasutkin an, dass die Kosmonauten Alkohol an Bord hatten, um „ihr Immunsystem zu stimulieren“ und „schädliche Auswirkungen der Atmosphäre auszugleichen“. Zuerst sei dies Cognac gewesen, später ein Likör des siberischen Ginseng. Sowohl nach dem Feuer als auch nach der Kollision nahmen die Raumfahrer Alkohol zu sich, was aber offiziell nicht bestätigt wurde.
Am 14. August 1997 kehrten Ziblijew und Lasutkin mit Sojus TM-25 wieder zur Erde zurück. Sie hatten 184 Tage im All verbracht.

### Reserve für weiteren Sojus-Flug
Als der Jungfernflug des neuen Raumschiffs Sojus TMA anstand, wurde Lasutkin im März 2002 als Ersatz-Bordingenieur für die Mission Sojus TMA-1 nominiert, kam jedoch nicht zum Einsatz.

### Ausbildung für die ISS
Am 11. Dezember 2003 wurde Lasutkin als Bordingenieur für die Ersatzmannschaft der ISS-Expedition 12 nominiert, mit der Aussicht, mit der ISS-Expedition 14 erneut ins All zu fliegen. Er begann die Ausbildung zusammen mit den Amerikanern Jeff Williams und Clayton Anderson. Am 9. August 2005 erlitt Lasutkin während eines Ausbildungsabschnitts in Houston einen Herzanfall und musste mehrere Tage im Krankenhaus verbringen. Daraufhin wurde Lasutkin aus der Mannschaft genommen und durch  Michail Tjurin ersetzt.

## Weiteres
Am 22. November 2007 schied Lasutkin aus dem Kosmonautenkorps aus. Schon ab November 2006 hatte er an die Sibirische Staatliche Universität für Luft- und Raumfahrt in Krasnojarsk gewechselt.
Ab Februar 2010 war Lasutkin stellvertretender Direktor des Kosmonautenmuseums in Moskau und wurde im Juli 2011 zu dessen Direktor ernannt. Er gab an, schon bald nach seinem Antritt finanzielle Unregelmäßigkeiten im Museum aufgedeckt zu haben. Teils seien bestellte und bezahlte Exponate nie geliefert worden, teils seien Exponate von Museumsmitarbeitern entwendet und über Umwege wieder an das Museum verkauft worden. Andererseits beschwerten sich Museumsmitarbeiter über Lasutkin und seine Personalpolitik. Das Moskauer Kulturamt überprüfte diese Vorwürfe, befand sie teilweise als berechtigt und entließ Lasutkin am 10. Februar 2014.

## Privates
Lasutkin ist verheiratet und hat zwei Kinder.

## Ehrungen
- Held der Russischen Föderation (10. April 1998)[7]
- Fliegerkosmonaut der Russischen Föderation (10. April 1998) (astronaut.ru)
- Medaille „Für Verdienste in der Weltraumforschung“ (12. April 2011)[8]
- Benennung eines Asteroiden nach ihm: (633909) Lazutkin (13. Januar 2025)[9]